# Joan Puigdollers i Fargas
Joan Puigdollers i Fargas (Barcelona, 28 de gener de 1954) és un polític català, fundador de la Joventut Nacionalista de Catalunya (JNC) i militant de CDC des de l'any 1977.
Llicenciat en Ciències, biologia, Botànica i Ecologia per la Universitat Autònoma de Barcelona i diplomat en Sanitat i en Enginyeria del Medi Ambient. Ha gestionat diferents organismes de l'Administració pública, ha estat regidor de l'Ajuntament de Barcelona i president del Consell Municipal de l'Ajuntament de Barcelona, entre altres càrrecs.
Puigdollers es va incorporar al Departament de Salut l'any 1983 com a responsable de la Unitat de Sanejament Ambiental de la Direcció General de Salut Pública, més endavant va passar a ser director general de Promoció i Educació Ambiental del Departament de Medi Ambient de la Generalitat de Catalunya, fins que al 1987 va continuar la seva carrera política a l'Ajuntament de Barcelona. A partir de juliol de 2011, l'alcalde Xavier Trias va cedir a Puigdollers la presidència dels plens municipals.
L'octubre de 2015, després de 28 anys al consistori barceloní com a regidor de CiU, agafa les regnes de l'Agència de Salut Pública de Catalunya (ASPCAT).